# Йерузал (Лодзко войводство)
Йеру̀зал (на полски: Jeruzal) е село в Централна Полша, Лодзко войводство, Скерневишки окръг, община Ковеси. Разположено е между Варшава и Лодз, край река Хойнатке, на надморската височина от 150 м. По данни от 2005 година има около 240 жители.